# Bistum Purwokerto
Das Bistum Purwokerto (lateinisch Dioecesis Purvokertensis) ist eine in Indonesien gelegene römisch-katholische Diözese mit Sitz in Purwokerto.

## Geschichte
Papst Pius XI. gründete die Apostolische Präfektur Purwokerto mit dem Breve Magna animi am 15. Mai 1952 aus Gebietsabtretungen des Apostolischen Vikariats Batavia.
Sie wurde am 16. Oktober 1941 zum Apostolischen Vikariat erhoben. Es wurde am 3. Januar 1961 zum Bistum erhoben, das dem Erzbistum Semarang als Suffraganbistum unterstellt wurde.

## Ordinarien

### Apostolischer Präfekt von Purwokerto
- Bernardo Visser MSC (18. Mai 1932–1941)

### Apostolischer Vikar von Purwokerto
- Guillaume Schoemaker MSC (31. Mai 1950 – 3. Januar 1961)

### Bischöfe von Purwokerto
- Guillaume Schoemaker MSC (3. Januar 1961 – 17. Dezember 1973)
- Paschalis Soedita Hardjasoemarta MSC (17. Dezember 1973 – 23. Mai 1999)
- Julianus Kemo Sunarko SJ (10. Mai 2000 – 29. Dezember 2016)
- Christophorus Tri Harsono (seit 14. Juli 2018)